# フセヴォロド・ムスチスラヴィチ (ノヴゴロド公)
フセヴォロド・ムスチスラヴィチ（ロシア語: Всеволод Мстиславич、1095年以降 - 1138年2月11日）は、キエフ大公ムスチスラフとその妻クリスティーナとの間の子である。ノヴゴロド公：1117年 - 1132年、1132年 - 1136年、ペレヤスラヴリ公：1132年、ヴィシゴロド公：1136年、プスコフ公：1138年。聖名ガヴリイル。またロシア正教会では、ブラゴヴェルヌィー(ru)・クニャージたるフセヴォロド・プスコフスキー（プスコフのフセヴォロド）として尊敬されている。

## 生涯
1117年、父ムスチスラフによってノヴゴロド公に任じられ、1132年までその地位にあった。1131年にはチュヂ族との戦いに敗れている。1133年には、フセヴォロドとノヴゴロド軍(ru)はユーリエフ（現タルトゥ）を占拠した。
今に残る勅令（グラーモタ(ru)）から、フセヴォロドは商人団体であるイヴァン商人団を組織したことが知られる。イヴァン商人団は、聖イヴァン教会(ru)に委託され、蝋や蜂蜜の取引を行った。
1132年、父ムスチスラフが死ぬと、叔父のペレヤスラヴリ公ヤロポルクは父のムスチスラフとの合意に従って、フセヴォロドをペレヤスラヴリへ異動させたが、父・叔父の他の年少の兄弟たちは、ヤロポルクの意図はフセヴォロドを自身の相続人としようとするものであると見て取り、父・叔父の兄弟の1人であるロストフ・スーズダリ公ユーリーが、フセヴォロドを追放してペレヤスラヴリを自身の手中に収めた。その後まもなくしてヤロポルクは年長の兄弟たちと共に、ペレヤスラヴリに、フセヴォロドの兄弟のうちの1人であるイジャスラフを送り込んだが、ペレヤスラヴリの統治権掌握には失敗した。イジャスラフが、フセヴォロドの統治するノヴゴロドへ撤退すると、フセヴォロドはイジャスラフと共に、ロストフ・スーズダリ公ユーリーの治めるロストフ・スーズダリ公国への遠征を行った。すなわち、1135年のジャナヤ・ゴーラ（ジャン森）の会戦(ru)である。しかしこの戦いにフセヴォロド・イジャスラフ兄弟は敗れた。
敗戦の後、フセヴォロドはポサードニクのコンスタンチン(ru)の支援を得てノブゴロド公位を保ったが、1136年、市民が反乱を起こし、フセヴォロドは追放された。ソ連の歴史学者B.グレコフ(ru)は、これを「12世紀のノヴゴロドの革命」と評し、ノヴゴロド共和国の幕開けであると位置づけている。追放されたフセヴォロドはキエフの叔父ヤロポルクの元に身をよせ、ヴィシゴロドを受領した。また、最晩年はプスコフ公として過ごした後、1138年2月11日に死亡した。遺体はプスコフの至聖三者大聖堂に葬られた。
1549年、マカリー大聖堂(ru)において列聖された。記憶日はユリウス暦の2月11日、4月22日、11月27日となっている。

## 妻子
妻はチェルニゴフ公子スヴャトスラフ(ru)の娘（アンナ?）。子には以下の人物がいる。
- イオアン（? - 1128年） - 洗礼前の名は不明。
- ヤンカ（? - 1128年）
- ウラジーミル（1130年頃 - ?） - 洗礼名ゲオルギー。
- ヴェルフスラヴァ（1125年頃 - 1162年） - ボレスワフ4世と結婚。
- ?エレナ - ポーランド公カジミェシュ2世と結婚。ズノイモ公コンラド2世の娘といわれるが、一説にフセヴォロドの娘[8]とも。